# Neyde Barbosa
Neyde Marisa Pina Barbosa (23 de setembro de 1980) é uma handebolista angolana, que atua como goleira.

## Carreira
Neyde Barbosa representou a Seleção Angolana de Handebol Feminino nos Jogos Olímpicos de Verão de 2004, 2012 e 2016.